# Roberto Manrique
Roberto Manrique  (Guayaquil, Ecuador, 1979. április 23. –) ecuadori születésű színész, modell.

## Élete és pályafutása
Roberto Manrique 1979. április 23-án született Guayaquilban. 2007-ben a Victoria című sorozatban Sebastián szerepét játszotta. 2009-ben főszerepet kapott a Los Victorinosban, ahol Victorino Manjarrés szerepét játszotta. 2010-ben a A klón című sorozatban Alejandro szerepét játszotta. 2011-ben a Flor Salvaje című sorozatban kapott szerepet.

## Filmográfia

### Telenovellák
- 2013 - Marido en alquiler – José Enrique 'Kike' Salinas Carrasco
- 2011-2012 - Flor salvaje – Sacramento Rojas / Sacramento Iglesias
- 2011-2012 -  Decisiones – Jimmy
- 2010-2011 - La taxista – Dennis
- 2010-2011 - A klón (El Clon) – Alejandro "Snake" Cortez
- 2010 - Los caballeros las prefieren brutas – Daniel
- 2009-2010 - Los Victorinos – Victorino Manjarrés
- 2008 - Doña Bárbara María Nieves
- 2007 - Victoria  – Sebastián Villanueva
- 2005 - Corazón dominado – El Gato
- 2004 - Joselito
- 2004 - Yo vendo unos ojos negros – Jimmy
- 2003 - La Hechicera